# منهجية التآزر
التآزر أو السينيكتيكس (بالإنجليزية: Synectics)‏ هي منهجية لحل المشكلات التي تهدف إلى تحفيز عمليات التفكير التي قد لا يكون المشارك على دراية بها. تم تطوير هذه الطريقة من قبل جورج برينس وويليام غوردون، وذلك في وحدة آرثر دي ليتل للاختراع في الخمسينيات.

## تاريخ
تم اشتقاق هذه العملية من خلال التسجيلات على الأشرطة (في البداية سمعي، وفيديو لاحقًا)، وتحليل النتائج، وتجارب مع طرق بديلة للتعامل مع معوقات النجاح خلال الاجتماعات. بيحث تعريف «النجاح» على أنه الحصول على حل إبداعي تلتزم المجموعة بتنفيذه.
يأتي اسم Synectics بالإنجليزية من اليونانية ويعني «اجتماع بين عناصر مختلفة وغير ذات صلة.» ، بينما تمثل كلمة «التآزر» الترجمة العربية لذلك.
قام غوردون وبرنس بتسمية كل من هذه التقنية وشركتهما الجديدة باسم Synectics.

## نظرية
التآزر هي طريقة للتعامل مع الإبداع وحل المشكلات بطريقة عقلانية. «تقليديا، تم النظر في العملية الإبداعية بعد الحقيقة. . . حاولت دراسة التآزر البحث عن العملية الإبداعية في الجسم الحي أثناء استمرارها.» 
وفقًا لغوردون، فإن أبحاث التآزر لها ثلاثة افتراضات رئيسية:
- يمكن وصف العملية الإبداعية وتعليمها؛
- عمليات الاختراع في الفنون والعلوم متشابهة وتحركها نفس العمليات «النفسية»؛
- الإبداع الفردي والجماعي متماثلان.[5]

مع وضع هذه الافتراضات في الاعتبار، تعتقد منهجية التآزر أنه يمكن للناس أن يكونوا أكثر إبداعًا إذا فهموا كيف يعمل الإبداع.
أحد العناصر المهمة في الإبداع هو تبني ما يبدو «غير ذي صلة». يتم التأكيد على العاطفة على حساب العقل واللاعقلانية على حساب العقلانية. فمن خلال فهم العناصر العاطفية وغير العقلانية لمشكلة أو فكرة، يمكن أن تكون المجموعة أكثر نجاحًا في حل مشكلة ما.
وأكد برنس على أهمية السلوك الإبداعي في تقليل الموانع وإطلاق الإبداع المتأصل لدى الجميع. طور هو وزملاؤه ممارسات محددة وهياكل اجتماعات تساعد الناس على ضمان أن نواياهم البناءة يتم اختبارها بشكل إيجابي من قبل بعضهم البعض. يمتد استخدام أدوات السلوك الإبداعي من تطبيق منهجية التآزر إلى العديد من المواقف التي تتجاوز جلسات الاختراع (خاصة الحل البناء للنزاع).
شدد غوردون على أهمية «العملية المجازية لجعل المألوف غريبًا والغرب مألوفًا». وعبر عن مبدأه المركزي على النحو التالي: «ثق بالأشياء الغريبة، وابعد الأشياء التي يمكن الوثوق بها». يشجع هذا، من ناحية، على تحليل المشكلة الأساسي، ومن ناحية أخرى، على عزل المشكلة الأصلية من خلال إنشاء المقارنات. وبالتالي من الممكن ظهور حلول جديدة ومدهشة.
ابتكرت منهجية التآزر تقنية تسمى «نقطة انطلاق» للحصول على نواة الأفكار الإبداعية. ولتطوير نواة الأفكار، تتضمن الطريقة العصف الذهني وتعميق هذه الأفكار وتوسيعها بالاستعارة؛ كما أنها تتضمن عملية تقييم مهمة لتطوير الأفكار، والتي تأخذ أفكارًا جنينية جديدة تكون جذابة ولكنها ليست مجدية بعد وتبنيها في مسارات عمل جديدة يلتزم بها الأشخاص الذين سينفذونها.
تعد منهجية التآزر أكثر تطلبًا من الأشخاص المشاركين بالمقارنة مع تقنية العصف الذهني، حيث تشير الخطوات المتضمنة إلى أن العملية أكثر تعقيدًا وتتطلب المزيد من الوقت والجهد. يعتمد نجاح منهجية التآزر بشكل كبير على مهارة الميسر المدرب.

## كتب عن الموضوع بالإنجليزية
- ممارسة الإبداع: دليل لحل مشكلات المجموعة الديناميكية. جورج إم برنس، 2012، فيرمونت: Echo Point Books & Media، LLC، 0-9638-7848-4
- ممارسة الإبداع لجورج برنس 1970
- التآزر: تطوير القدرة الإبداعية من طرف غوردون، لندن، Collier-MacMillan، 1961
- تصميم التآزر: تحفيز الإبداع في التصميم من طرف نيكولاس روكس، نشرته منشورات ديفيس، 1988
- دليل المبتكرين من طرف فنسنت نولان 1989
- شركة الإبداع: بناء منظمة ابتكارية بقلم جيف موزي وريتشارد هاريمان 2003
- تخيل ذلك! بقلم فينسينت نولان وكوني ويليامز، Publishers Graphics، LLC، 2010